# Pojemność ładunkowa
Pojemność ładunkowa – wyrażona w metrach sześciennych lub stopach sześciennych maksymalna pojemność dostępna w pojeździe do przewozu towarów.
Pojemność ładunkową statków mierzy się dla ładunków sypkich („pojemność dla ziarna”) i dla ładunków drobnicowych („pojemność dla beli”). Ta ostatnia jest mniejsza o objętość przestrzeni małych, trudno dostępnych (Przestrzenie między wręgami, pokładnikami, za potnicami itp). Różnice te wynoszą do 10% zależnie od konstrukcji statku.